# Saelices de Mayorga (kommunhuvudort)
Saelices de Mayorga är en kommunhuvudort i Spanien.   Den ligger i provinsen Provincia de Valladolid och regionen Kastilien och Leon, i den norra delen av landet, 230 km nordväst om huvudstaden Madrid. Saelices de Mayorga ligger 778 meter över havet och antalet invånare är 173.
Terrängen runt Saelices de Mayorga är platt. Runt Saelices de Mayorga är det mycket glesbefolkat, med 5 invånare per kvadratkilometer. Närmaste större samhälle är Mayorga, 6,9 km sydväst om Saelices de Mayorga. Trakten runt Saelices de Mayorga består till största delen av jordbruksmark.